# Euhelopus
Euhelopus és un gènere de dinosaure sauròpode que visqué al Juràssic a la Província Shandong a la Xina. Era un gran herbívor, que podia arribar a pesar 20 tones i a mesurar entre 10 i 15 metres de longitud. Presentava un coll especialment llarg i cap i morro relativament més llargs que el camarasaure.
Originàriament fou anomenat Helopus ("potes de bon pantà") per Wiman l'any 1929, però aquest nom ja s'havia donat a un ocell. Fou reanomenat Euhelopus l'any 1956 per Romer.
Existeix un gènere de plantes (una herba) amb el mateix nom.